# Ali Müfit Gürtuna

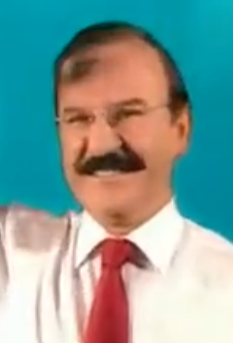
Ali Müfit Gürtuna

Ali Müfit Gürtuna (1 juni 1952) was de burgemeester van Istanboel tussen 11 november 1998 en 1 april 2004. In 2004 werd hij niet herkozen en werd Kadir Topbaş van de AK-partij de volgende burgemeester van Istanboel.